# Weymouth (Nouvelle-Zélande)
Weymouth est aussi connu comme « Weymouth sur mer »,est une banlieue sud de la cité d ’ Auckland, située dans l’île du nord de la Nouvelle-Zélande,.

## Situation
C’est une localité située à côté de celle de Clendon Park et de Manurewa, à quelque 25 kilomètres (15,5342798 mi) au sud-est du centre de la cité d'Auckland et qui est localisée sur la péninsule, qui s’étend entre la berge sud-est du mouillage de Port de Manukau et la crique de Pahurehure du même mouillage.
Weymouth est connecté avec la Autoroute Sud d’Aukland (en) via ‘Mahia Road’, une route importante constituant une artère, qui coupe à travers le coin nord-est de la banlieue.

## Histoire
Le village de Weymouth fut arpenté pour la première fois en 1857, avec des ventes des propriétés commençant en 1864.
Le nom de Weymouth fut considéré  comme étant le nom d’un bateau d’immigrants mais toutefois il n’y a aucune évidence qu’aucun bateau portant ce nom n’ai jamais visité la Nouvelle-Zélande avant l’année 1866.
Il est plus probable que le nom fut sélectionné parce que il fut pensé qu’il sonnait en direction de  "Waimahia," le nom Maori du secteur ou comme un hommage sentimental au village côtier de Weymouth
Toutes les rues au sud de ‘Blanes Road’ furent incluses dans le hameau original, quand il fut arpenté, et plusieurs de ces rues furent nommée des premiers colons européens, qui vivaient là.
Le premier usage important du secteur de Weymouthfut comme siège d’une localisation d’un ferry nommé  Karaka.
Dans le but d’éviter un détour plus long passant par la localité de Drury, celui-ci assurait un pont sur le chenal de Papakura entre les localités de Weymouth et de Karaka, fournissant au voyageur un chemin direct en direction de   Waiuku dans le sud.
Il semble qu’il y ai eu un service de ferry privé dès l’année 1856.
En 1860, le conseil de la province d’Auckland (en) lança un service officiel.
Le «  Karaka Highway Board «  reprit la suite mais vers 1880, le service de ferry fut fermé.
Depuis 1872, il y avait plusieurs plans pour construire un pont entre les localités de Weymouth et Karaka.
Weymouth devint un spot bien connu et le siège d’une régate annuelle autour du début du XXe siècle.
Le «  Weymouth Memorial Hall » fut construit sur l’emplacement d’un hall privé en 1926, mais vendu au « conseil du conté de Manukau » en 1940.
Le quai de Weymouth fut inauguré en 1914.
En 1930, une installation d' Ostréiculture fut localisé sur les berges de la baie et il fournit un certain nombre de restaurants d’Auckland et les marchés au poisson avec des huîtres fraîches.
Weymouth resta relativement isolée des autres communautés jusqu’au développement du « Clendon Park » qui commença dans les années 1970.
Une limite définie entre les deux banlieues fut introduite par la « Weymouth Residents & Ratepayers Association » dans les années 1990.

## Démographie
Le secteur de Weymouth couvre 3,07 km2 et a une population est estimée à 13 740 résidents en juin 2022 et une densité de population de 4 476 personnes/km2.
Weymouth avait une population de 12 213 habitants lors du recensement de 2018 en Nouvelle-Zélande, une augmentation  de2 523 personnes (26,0 %) depuis le recensement de 2013 et une augmentation de 2 940 personnes (31,7 %) depuis le recensement de 2006. 
IL y avait 2 949 logements, comprenant 5 994 hommes et 6 213 femmes donnant un sexe-ratio de 0,96 homme pour une femme avec 3 516 personnes (28,8 %) âgées de moins de 15 ans, 2 967 personnes (24,3 %) âgées de 15 à 29 ans, 4 896 personnes (40,1 %) âgées de 30 à 64 ans, et 831 personnes (6,8 %) âgées de 65 ans ou plus.
L’éthnicité était pour 28,1 % européens/Pākehā, 30,9 % Māori, 42,1 % personnes du Pacifique (en), 19,9 % d’origine asiatique (en), et 3,3 % d’une autre ethnicité. Les personnes peuvent s’identifier de plus d’une ethnicité.
Le pourcentage de personnes nées outre-mer était de 33,0, comparé aux 27,1 % au niveau national.
Bien que certaines personnes choisissent de ne pas répondre aux questions du recensement sur leur affiliation religieuse : 27,3 % n’ont aucune religion, 50,3 % sont  chrétiens (en), 3,3 % ont une croyance religieuse Māori (en), 7,7 % sont hindouistes (en), 2,8 % sont musulmans, 1,0 % sont bouddhistes (en) et 1,7 % ont une autre religion.
Parmi ceux d’au moins 15 ans d’âge : 1 116 personnes (12,8 %) ont une licence ou un degré supérieur et 1 998 personnes (23,0 %) n’ont aucune qualification formelle.
777 personnes (8,9 %) gagnent plus de 70,000 $ comparé avec les 17,2 % au niveau national.
Le statut d’emploi de ceux d’au moins 15 ans d’âge était pour 4 422 personnes (50,8 %)  un emploi à plein temps, pour 891 personnes (10,2 %) un emploi à temps partiel, et pour 540 personnes (6,2 %) étaient sans emploi.

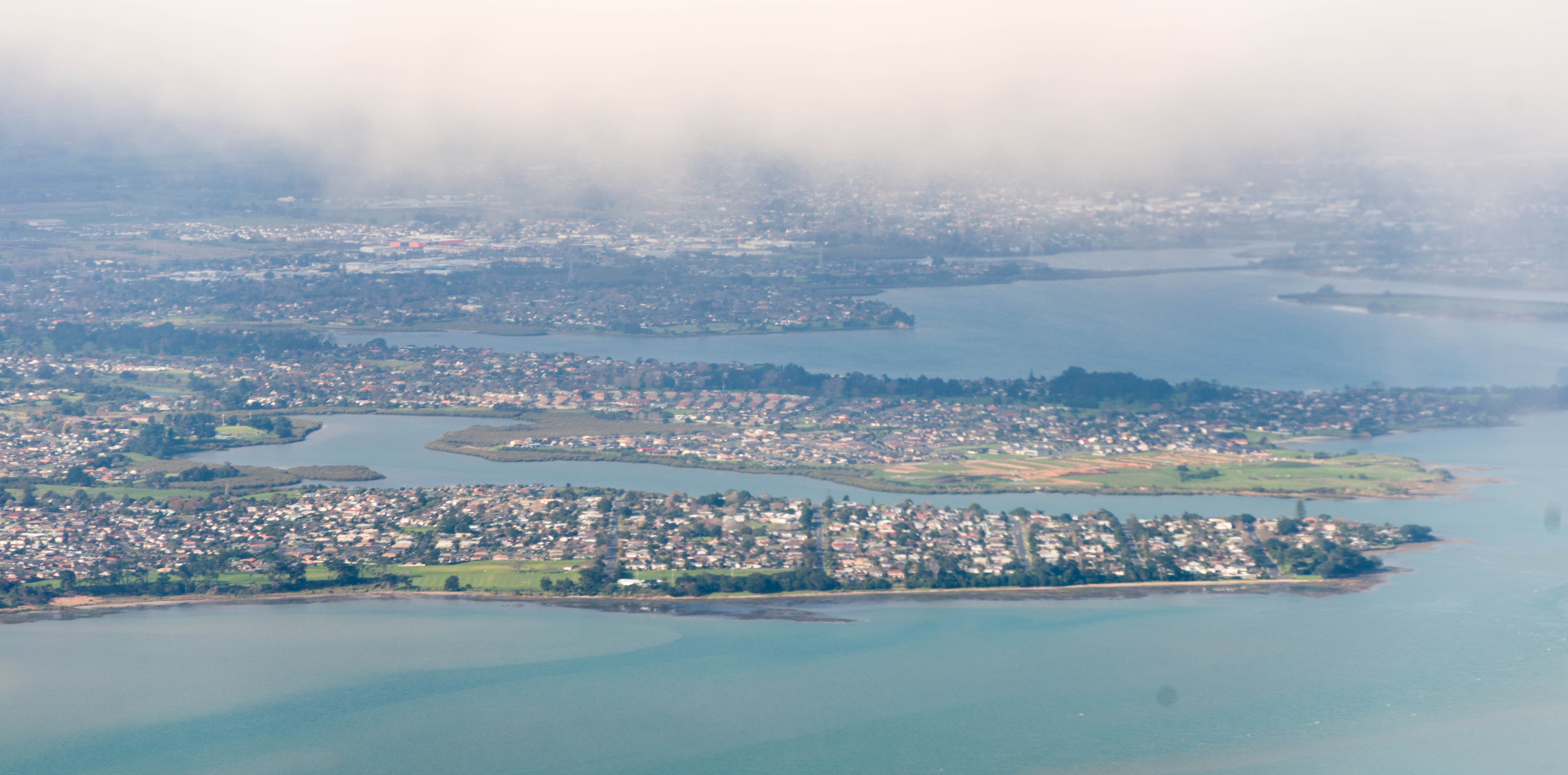
Weymouth (devant) et Wattle Downs (derrière)

| Nom              | Area (km2) | Population | densité (par km2) | ménages | âge médian | médian revenus |
| ---------------- | ---------- | ---------- | ----------------- | ------- | ---------- | -------------- |
| Weymouth North   | 1,02       | 4911       | 4815              | 1143    | 27,1 ans   | 28 300 $       |
| Weymouth East    | 0,99       | 3747       | 3785              | 813     | 26,6 ans   | 23 600 $       |
| Weymouth South   | 1,06       | 3555       | 3354              | 993     | 31,6 ans   | 30 900 $       |
| Nouvelle-Zélande |            |            |                   |         | 37,4 ans   | 31 800 $       |

## Éducation
- La «  South Auckland Middle School » est une école secondaire junior, allant de l’année 7 à 10, avec un effectif de 174 élèves[8].

C’est l’	ancien école « charter » (en) et est maintenant une  école de caractère spécial (en),qui enseignent selon les "valeurs chrétiennes".
- L’école de Weymouth School est une école contribuant au primaire (allant de l’année 1 à 6, avec un effectif de 499 élèves[11].

Leur unité en langue Māori accueille les enfants pour l’année 1 à 8.
Les deux écoles sont mixtes.